# Hypographa phlegetonaria
Hypographa phlegetonaria är en fjärilsart som beskrevs av Achille Guenée 1857. Hypographa phlegetonaria ingår i släktet Hypographa och familjen mätare. Inga underarter finns listade i Catalogue of Life.

## Bildgalleri

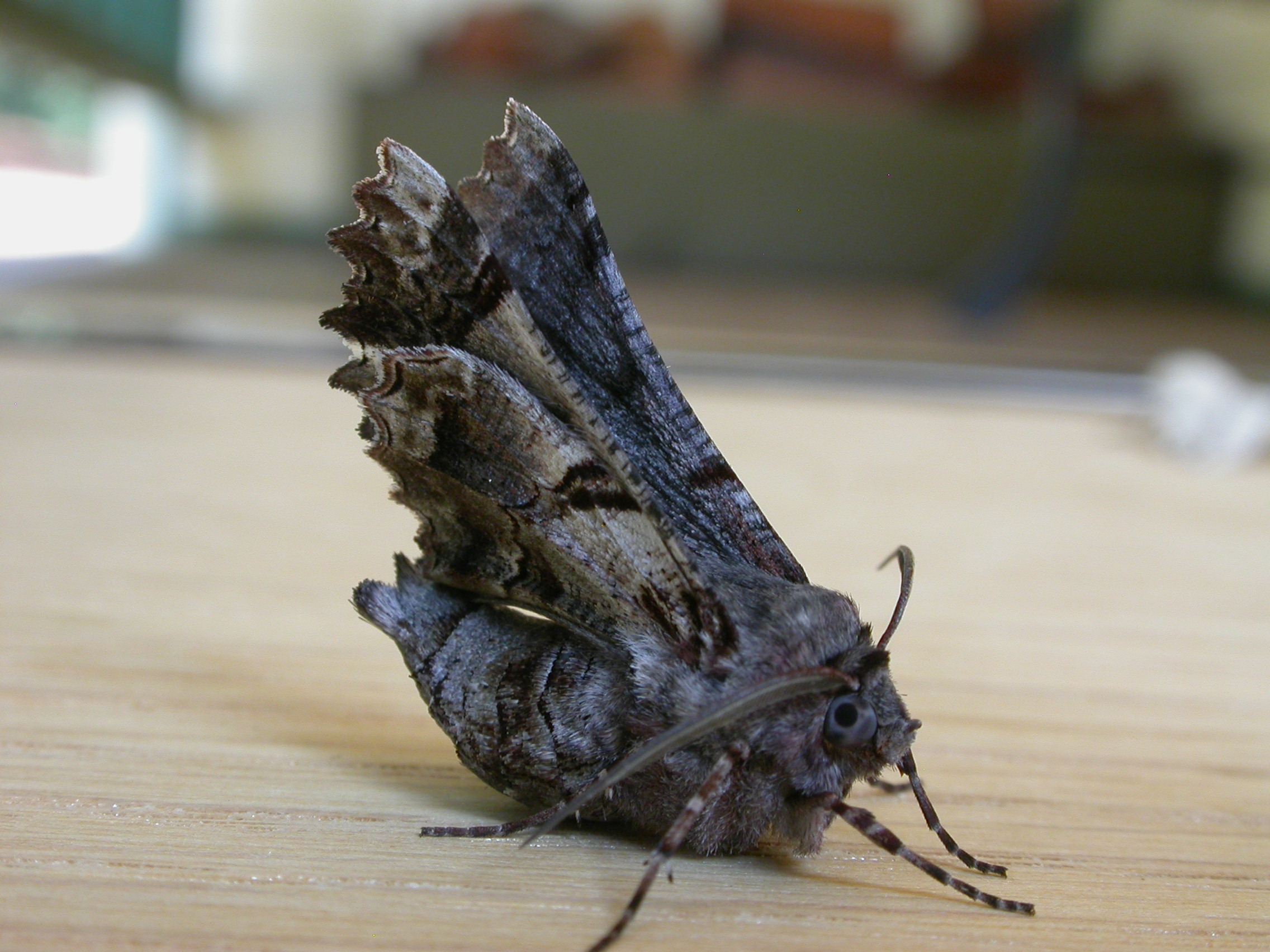